# Bahnhof Świeradów-Zdrój

Der Bahnhof Świeradów-Zdrój (bis 1945: Bahnhof Bad Flinsberg) ist der Personenbahnhof der Stadt Świeradów-Zdrój (Bad Flinsberg) der polnischen Oberlausitz in der Woiwodschaft Niederschlesien. Der Bahnhof ist heute Endhaltestelle der Bahnstrecke Mirsk–Świeradów-Zdrój und weiter nach Gryfów Śląski (Greiffenberg). Die ehemals existierende Weiterführung nach Świeradów Nadleśnictwo (Forst Flinsberg) diente hauptsächlich dem Güterverkehr (Abtransport von Langholz) und wurde 1996 eingestellt.
Der Bahnhof wurde mit der Streckeneröffnung 1908 eröffnet und entwickelte sich in den folgenden Jahrzehnten zu einem mehrgleisigen Durchgangsbahnhof. Nach dem Ende des Zweiten Weltkriegs fielen die Gebiete östlich von Lausitzer Neiße und Oder und damit auch Świeradów-Zdrój an Polen. Der Bahnhof verlor nach dem Krieg stark an Bedeutung. Im Jahre 2000 wurde der Bahnhof mit der Streckenstilllegung geschlossen.
Mit dem Beschluss der Wiederaufnahme des Zugbetriebes auf der Strecke nach Świeradów-Zdrój wurde der Bahnhof seit 2018 als Haltepunkt komplett wiederaufgebaut und ist seit dem 7. Dezember 2023 in Betrieb. Es verkehren im Zweistunden-Takt Züge nach Gryfów Śląski.

## Lage
Der Bahnhof befindet sich am nordwestlichen Eckpunkt der historischen Innenstadt etwa 100 Meter westlich der Kwisa (Queis), die Świeradów-Zdrój durchfließt. Die Bahnhofsanlagen liegen etwa in Ost-West-Richtung.
Das Empfangsgebäude befand und befindet sich am Rande der Gleisanlagen. Zum Empfangsgebäude gelangt man von der Hauptverkehrsstraße am Ort vorbei über eine Brücke über die Queis zur Dworcowa (Bahnhofstraße).
Auf dieser Straße befand sich früher die Ladestraße, die heute von Fremdfirmen verwendet wird.

## Geschichte
Die Bahnstrecke weist eine wechselvolle Geschichte in unterschiedlichen Staaten und durch unterschiedliche Betreibergesellschaften auf.

### Isergebirgsbahn AG

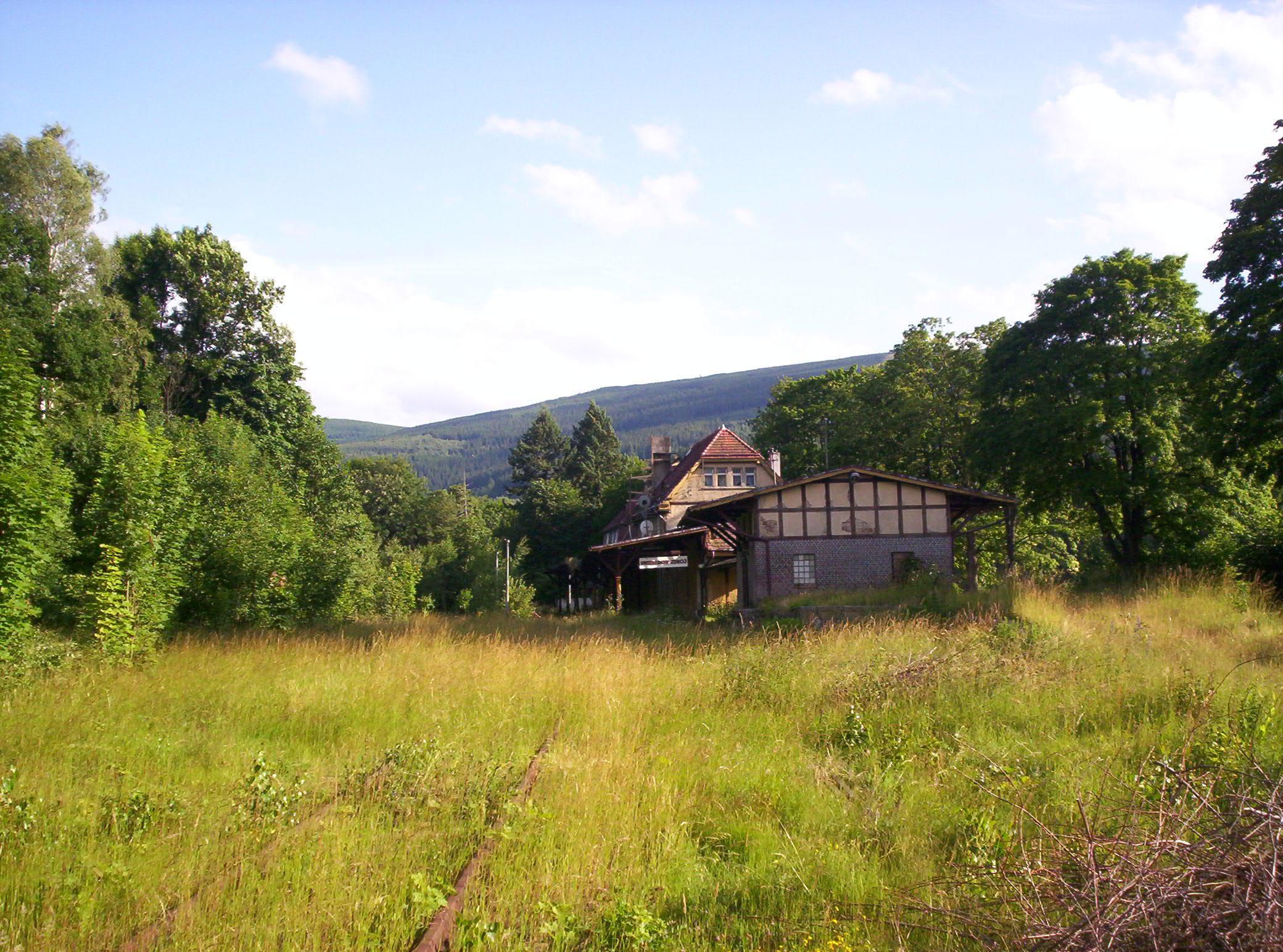
Zustand der Gleisanlagen im Jahr 2008 nach 10 Jahren Stilllegung

Mit der Eröffnung der Isergebirgsbahn wurde der Bahnhof Bad Flinsberg am Kilometer 7,7 von der Friedeberg–Bad Flinsberg A-G für Energiewirtschaft mit einem überschaubaren Gleisnetz eröffnet, er besaß lediglich zwei durchführende Gleise und zwei Stumpfgleise. 1910 wurde mit der Streckenverlängerung nach Forst Flinsberg (Świeradów Nadleśnictwo) die Gleisanlagen auf drei Durchfahrt- und vier Kopfgleise vergrößert. Das Gleis an der Ladestraße erhielt eine Schutzweiche gegen Abrollen der am Güterschuppen abgestellten Wagen. Dieses Gleis hatte Anschluss zu einem privaten Güterschuppen.
Das damalige kleine Empfangsgebäude erhielt einen Anbau mit Restauration sowie eine Abortanlage und ein Wirtschaftsgebäude. 1944 bestand auf der Strecke im Wesentlichen kriegsbedingt nur noch ein Zweistundentakt.

### Polskie Koleje Państwowe (PKP;Polnische Staatsbahnen)

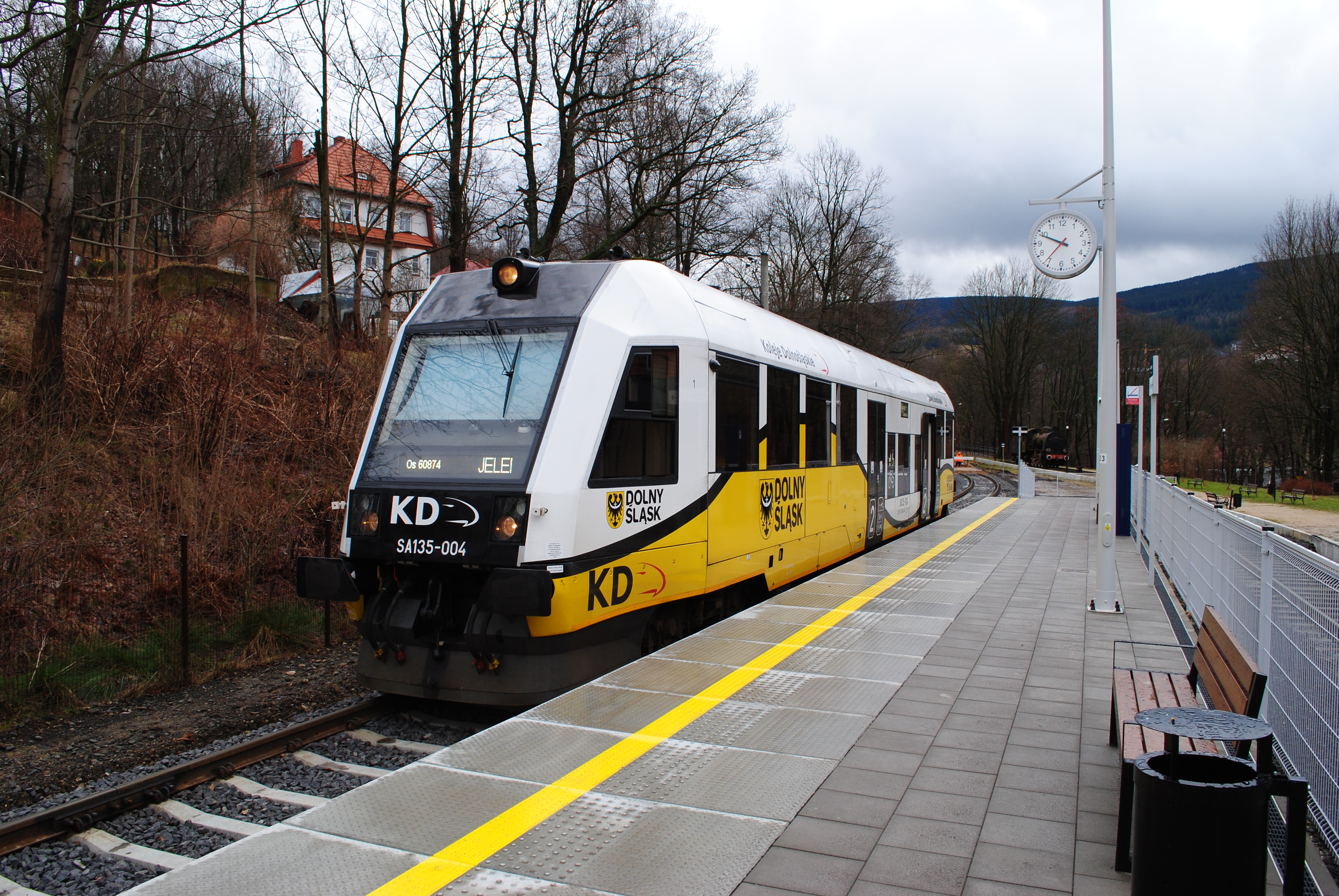
Zugbetrieb der Koleje Dolnośląskie mit Blick Richtung Świeradów Nadleśnictwo (früher Forst Flinsberg)

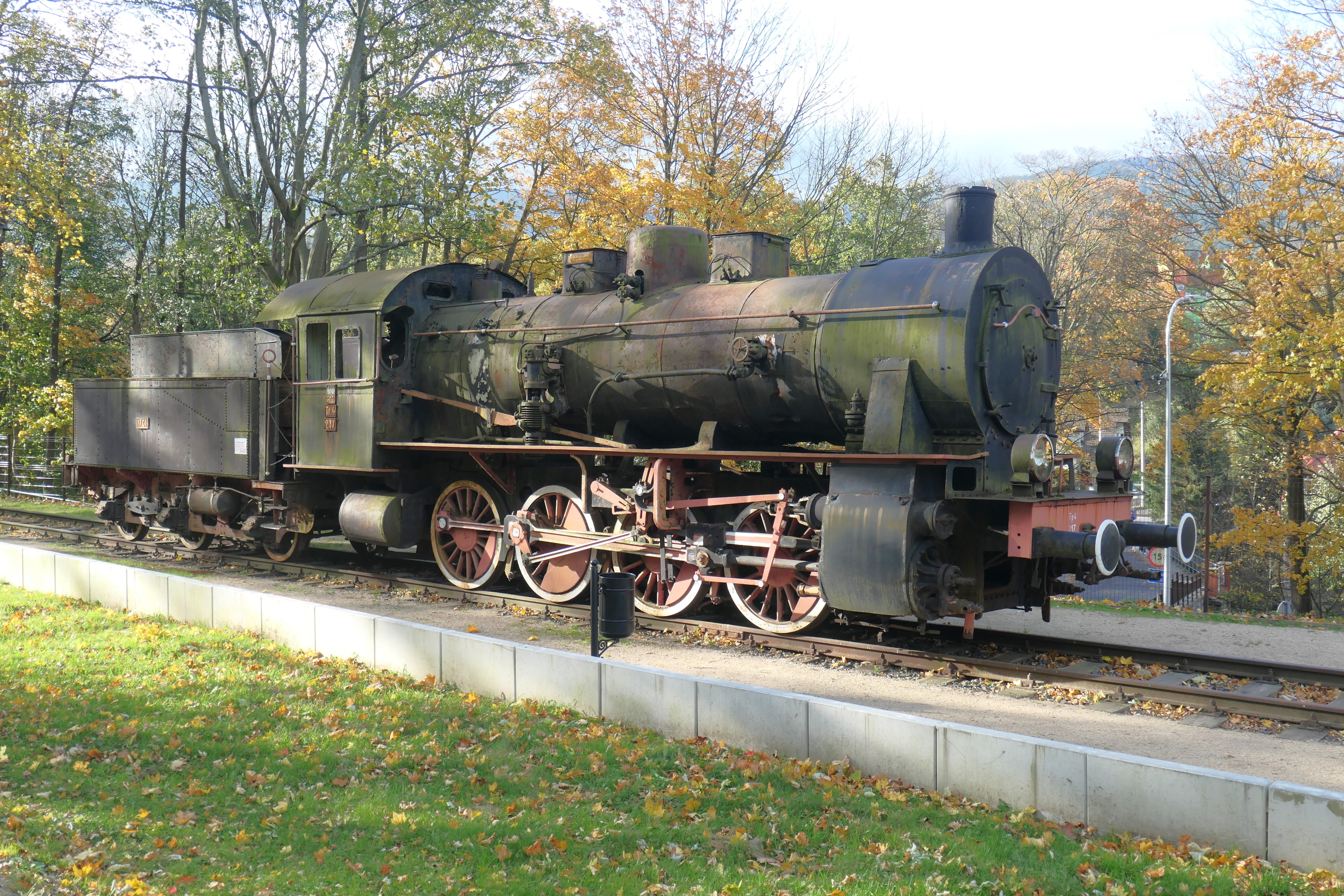
Ehemalige Preußische G 8.1 als PKP Tp4-217 als Denkmal im Bahnhof, 2024

Nach dem Zweiten Weltkrieg wurde die Strecke von den PKP übernommen. Ab dem 27. August 1945 hieß der Bahnhof Włyńsk, ab 1946 Wieniec Zdrój und ab dem 1. Januar 1947 Świeradów Zdrój. Die Fahrzeiten betrugen wie vorher 21 Minuten, die Züge waren Dampflokomotiven der Baureihen Tkt 48 oder Ty2 mit zwei vierachsigen Wagen. Nach der Traktionsumstellung übernahmen die SM42 und SU46 den Verkehr.
Am 11. Februar 1996 wurde der Güterverkehr eingestellt, 1998 erfolgte die Gesamtstilllegung. Die Strecke bis zum Bahnhof Świeradów Nadleśnictwo, der schon seit 1948 nicht mehr im Personenverkehr bedient worden war, war bereits seit dem 15. Dezember 1995 ohne jeglichen Verkehr. An der Bahnhofsausfahrt Richtung Świeradów Nadleśnictwo wurde ein Prellbock aufgebaut.

### Koleje Dolnośląskie (KD;Niederschlesische Eisenbahnen)

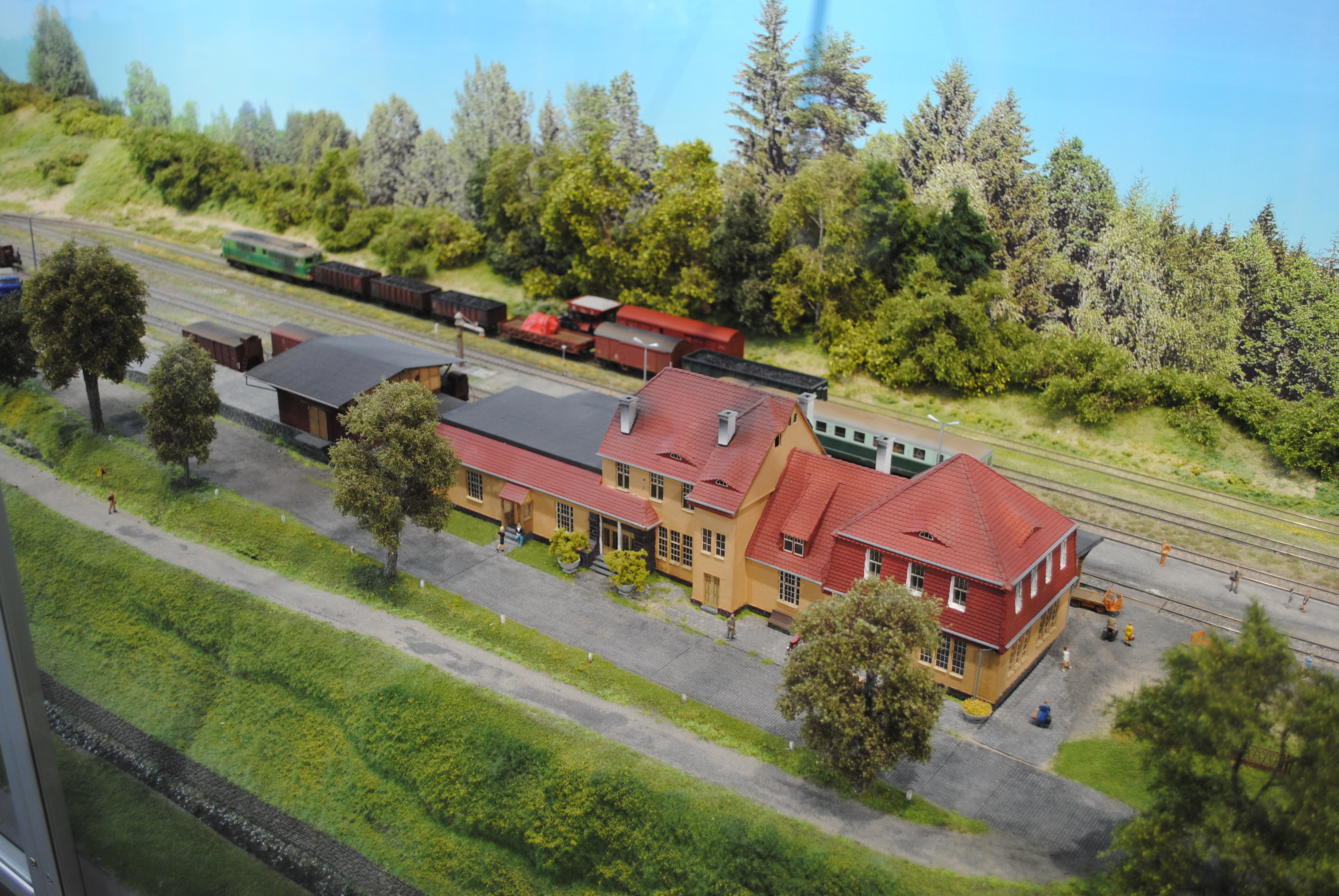
Gleisplan des Bahnhofes auf der Modelleisenbahn im Ausstellungsraum

Nach fast 20-jähriger Betriebsruhe hatte die Natur bereits begonnen, sich einen Teil des Geländes zurückzuholen. Mit der Entscheidung, die Strecke wieder aufzubauen, wurde zuerst das Bahnhofgebäude vollständig entkernt und die Bahnsteiganlagen freigeschnitten. Außerdem wurden die Abortanlage und das Wirtschaftsgebäude abgerissen und die nicht mehr benötigten Gleisanlagen ausgebaut.

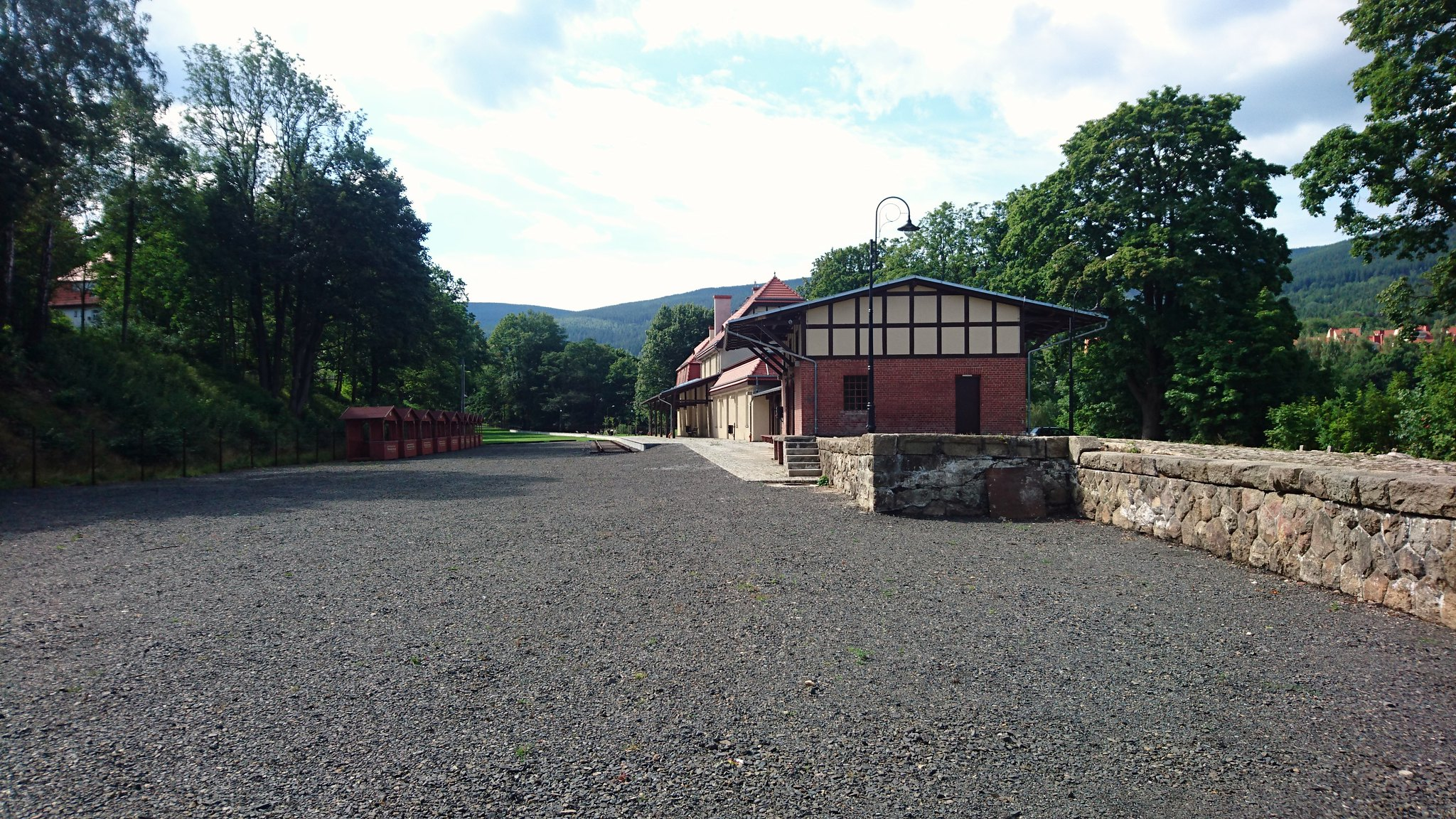
Gelände des ehem. Gleisfelds nach Schaffung der Baufreiheit (2019).

Heute besitzt der Haltepunkt ein Gleis, das dem ursprünglichen Gleis 2 entspricht. Ein kleines Gleisstück Richtung Świeradów Nadleśnictwo wird für die seit dem 30. September 2019 aufgestellte Museumslok Tp4-217 der PKP (Preußische G 8.1: „Hannover 5351“ der KPEV, 1925–1945 55 4765 der DR) verwendet. Im Bahnhofsgebäude ist im Erdgeschoss eine Modelleisenbahnanlage, die die Eisenbahn Gryfów Śląski–Świeradów-Zdrój zeigt, aufgestellt. Die Wohnungen im Gebäude sind vermietet.
Der Lagerplatz mit dem Güterschuppen wird heute von anderen Firmen verwendet.